# Nonagria interrogans
Nonagria interrogans là một loài bướm đêm trong họ Noctuidae.